# Frank Runhof
Frank Runhof (* 25. April 1960 in Wiesbaden) ist ein deutscher Musiker des Modern Jazz (Tenorsaxophon, Flöte, Arrangement).
Runhof studierte an der Hochschule für Musik und darstellende Kunst Graz und am Konservatorium Hilversum. Von 1985 bis 1987 spielte er im  Landesjugendjazzorchester Hessen. Zwischen 1986 und 1992 war er Mitglied der Frankfurt Jazz Big Band. Ab 1990 arrangierte er für die hr-Bigband, die NDR Bigband, die SWR Big Band und auch für Benny Bailey, Bill Ramsey und Ferdinand Povel. Er gründete seine eigene Bigband Kicks'n Sticks und sein Sextett High Voltage, arbeitet aber auch mit Christoph Neubronner, Thomas Jungbluth und Swing De Luxe.
Von 1991 bis 1997 hatte er einen Lehrauftrag für Jazztheorie und -arrangement an der Johannes-Gutenberg-Universität Mainz. Seit 1992 ist er als Dozent für Saxophon, Big-Band und Theorie 
an der Städtischen Musikschule Ludwigshafen tätig. Auch leitet er die Ludwigshafener Schüler-Bigband Jazz-Attack, die 2004 und 2005 Gewinner beim Skoda-Bigband-Wettbewerb in Worms wurde.
1987 erhielt Runhof mit seinem Quintett den Jazzpreis der Stadt Darmstadt.

## Diskographische Hinweise
- Frankfurt Jazz Big Band El Carpincho (L+R Records)
- High Voltage Plays the Music of Hank Mobley (Hot 'n' Cool)
- Kicks'n Sticks Open Your Eyes (Rodenstock)

## Lexikalische Einträge
- Jürgen Wölfer: Jazz in Deutschland. Das Lexikon. Alle Musiker und Plattenfirmen von 1920 bis heute. Hannibal, Höfen 2008, ISBN 978-3-85445-274-4.